# Линьчжан
Линьчжа́н (кит. упр. 临漳, пиньинь Línzhāng, буквально: «перед рекой Чжаншуй») — уезд городского округа Ханьдань провинции Хэбэй (КНР).

## История
В древности эта территория носила название Е (邺). В эпоху Вёсен и Осеней в VII веке до н. э. циский Хуань-гун основал здесь город Ечэн (邺城). Затем в эпоху Воюющих царств эта территория была захвачена царством Вэй.
Во времена империи Хань был создан уезд Есянь (邺县). При империи Западная Цзинь из-за обычая табу на имена в связи с тем, что на престол взошёл Сыма Е, в 314 году уезд был переименован в Линьчжан. При империи Северная Вэй уезду было возвращено название Есянь. При империи Восточная Вэй из него был выделен уезд Линьчжан. При империи Сун в 1073 году уезд Есянь был присоединён к уезду Линьчжан. При империи Мин в 1385 году уездный центр был смыт наводнением, и в 1394 году был перенесён в другое место.
В 1949 году был создан Специальный район Ханьдань (邯郸专区), и уезд вошёл в его состав. В 1958 году уезд Линьчжан был присоединён к уезду Цысянь, но в 1961 году уезд был восстановлен в прежних границах. В 1970 году Специальный район Ханьдань был переименован в Округ Ханьдань (邯郸地区). В июне 1993 года округ Ханьдань и город Ханьдань были расформированы, и образован Городской округ Ханьдань.

## Административное деление
Уезд Линьчжан делится на 5 посёлков и 9 волостей.